# Katrina Bowden
Katrina Bowden (Wyckoff, Nueva Jersey; 19 de septiembre de 1988) es una actriz estadounidense. Es más conocida por su papel en la serie 30 Rock y por su participación en las películas American Pie: el reencuentro y Piranha 3DD. También participó en el vídeo musical de la canción Dance, Dance, de Fall Out Boy.

## Vida personal
Bowden asistió a la ya desaparecida Escuela de Santo Tomás Moro en Midland Park. Más tarde asistió a la Immaculate Heart Academy en Washington, en el condado de Bergen, Nueva Jersey.
El 28 de enero de 2012, Bowden se comprometió con su novio de casi dos años, Ben Jorgensen, vocalista de la banda Armor for Sleep.

## Carrera
En 2006, obtuvo su primer papel como actriz en la serie de la American Broadcasting Company, One Life to Live como Britney. Katrina ha actuado como estrella invitada en series como Law & Order: Special Victims Unit, Ugly Betty y, más recientemente en la comedia New Girl de la cadena FOX. 
En mayo de 2006, firmó por la NBC para realizar la serie de televisión 30 Rock, donde interpreta el papel de la asistente sexy e incompetente, Cerie. Tras su éxito en la serie, en 2007 firmaría para rodar la segunda temporada. El 12 de marzo de 2012 fue estrenada la sexta temporada. 
En 2008 Katrina hizo su debut cinematográfico con Summit Entertainment donde rodaría la provocativa comedia Sex Drive con un pequeño papel secundario. En 2009, Katrina protagonizó dos películas de bajo presupuesto salidas directamente a DVD, The Shortcut y Ratko: The Dictator's Son una parte de la trilogía de National Lampoon Inc.. En 2010, Katrina actuó en la aclamada comedia de terror Tucker & Dale vs Evil como Allison. Fue lanzada en una versión limitada y recaudó más de $4.749.516, se estrenó en el Sundance Film Festival.
En abril de 2011, fue votada como la mujer viva más sexy por la revista para hombres Esquire.  También fue imagen de Jordache para la campaña de televisión que se estrenó en septiembre de ese mismo año.
Durante el mes de abril de 2011, Universal Pictures anunció que Bowden fue elegida para el papel de Mia, una modelo de Los Ángeles y novia de Chris Klein, en la película American Pie: el reencuentro, cuarta entrega de la saga de American Pie. La película fue estrenada el 5 de abril de 2012 con críticas variadas, pero con éxito financiero. Bowden tendrá un papel en la secuela Piranha 3DD y en Nurse 3D.

## Filmografía

### Cine
| Título                       | Año  | Rol                 | Notas         |
| ---------------------------- | ---- | ------------------- | ------------- |
| Sex Drive                    | 2008 | Sabrosa (Ms. Tasty) |               |
| Ratko: The Dictator's Son    | 2009 | Holly               | Directo-a-DVD |
| The Shortcut                 | 2009 | Christy             | Directo-a-DVD |
| Tucker & Dale vs Evil        | 2010 | Allison             |               |
| #HoldYourBreath              | 2011 | Jerry               |               |
| The Last Film Festival       | 2011 | Young Starlet       |               |
| Piranha 3DD                  | 2012 | Shelby              |               |
| American Pie: El reencuentro | 2012 | Mia                 |               |
| Nurse 3D                     | 2013 | Danni               |               |
| Scary Movie 5                | 2013 | Natalie             |               |
| The Orchard                  | 2020 | Juliet Delaney      |               |
| Great White                  | 2021 | Kaz                 |               |
| Papás a la antigua           | 2023 | Joanna              |               |

### Televisión
| Título                            | Año       | Rol              | Notas                                                 |
| --------------------------------- | --------- | ---------------- | ----------------------------------------------------- |
| Dance Dance                       | 2005      |                  | Vídeo musical de Fall Out Boy                         |
| Good Day                          | 2006      |                  | Vídeo musical de Jewel                                |
| One Life to Live                  | 2006      | Britney Jennings | Rol desde el 26 de septiembre al 4 de octubre de 2006 |
| Law & Order: Special Victims Unit | 2006      | Dana Simpson     | 1 episodio                                            |
| 30 Rock                           | 2006-2013 | Cerie            | 84 episodios                                          |
| After Hours                       | 2008      |                  | Vídeo musical de We Are Scientists                    |
| Ugly Betty                        | 2010      | Heather          | 1 episodio                                            |
| Nick Swardson's Pretend Time      | 2010      | Hilary           | 1 episodio                                            |
| New Girl                          | 2012      | Holly            | 1 episodio                                            |